# Pempsamacra carteri
Pempsamacra carteri är en skalbaggsart som beskrevs av Mckeown 1942. Pempsamacra carteri ingår i släktet Pempsamacra och familjen långhorningar. Inga underarter finns listade i Catalogue of Life.